# Татарская Гора
Татарская Гора — деревня в составе Кривецкого сельского поселения Пудожского района Республики Карелия, комплексный памятник истории.

## Общие сведения
Расположена на северном берегу озера Тамбичозеро.
В деревне расположена полуразрушенная деревянная церковь Казанской иконы Божией Матери и Анастасии Римлянки (XIX век).

## Население
Численность населения в 1905 году составляла 79 человек.
| 2002 | 2010 | 2013 |
| ---- | ---- | ---- |
| 3    | ↘0   | →0   |